# Пентафторид лития-кюрия
Пентафтори́д ли́тия-кю́рия — неорганическое соединение, комплексный фторид лития и кюрия с формулой Li[CmF5] (иногда записывается как LiF·CmF4). В нормальных условиях — кристаллы. Молекулярная масса 348,93 а. е. м.

## Получение
Соединение получают растворением кюрия в растворе LiClO4·3H2O (в  эквимолярном количестве) в слабой соляной кислоте, выпариванием и последующей обработкой осадка на сапфировой подложке в никелевом реакторе фтором в течение 16 часов при 300°C и давлении около 0,4 бар.

## Физические свойства
Пентафторид лития-кюрия образует кристаллы тетрагональной сингонии, пространственная группа I41/a, параметры ячейки a = 1,457(2) нм, c = 0,6437(5) нм, Z = 16; объём элементарной ячейки 85,4 Å3. Кристаллографическая плотность 6,78 г/см3. Размеры и объём ячейки соответствуют общей убывающей (в связи с актиноидным сжатием) последовательности в тетрагональных кристаллах Li[ThF5], Li[PaF5], Li[UF5], Li[NpF5], Li[PuF5], Li[AmF5] и Li[CmF5].